# L'Homme de la cave
Pour plus de détails, voir Fiche technique et Distribution.
L'Homme de la cave est un thriller psychologique français réalisé par Philippe Le Guay, qui sort en 2021.

## Synopsis
À Paris, Simon Sandberg (Jérémie Renier) et son épouse Hélène (Bérénice Bejo) décident de vendre une cave dans l'immeuble où ils habitent. Jacques Fonzic (François Cluzet), au passé trouble qu'ils vont découvrir trop tard, l'achète et s'y installe sans prévenir. Peu à peu, sa présence va bouleverser la vie du couple qui essaye par tous les moyens de faire annuler cette vente. Mais l'homme, Jacques Fonzic, professeur d'histoire radié de l'éducation nationale pour des propos négationnistes, sait se défendre et arrive même à semer la zizanie dans la famille juive qui lui a vendu la cave.

## Fiche technique
- Titre : L'Homme de la cave
- Réalisation : Philippe Le Guay
- Scénario : Philippe Le Guay, Gilles Taurand, Marc Weitzmann
- Costumes : Élisabeth Tavernier
- Décors : Emmanuel de Chauvigny
- Photographie : Guillaume Deffontaines
- Son : Laurent Poirier
- Montage son : Vincent Guillon
- Mixage : Olivier Goinard
- Montage : Monica Coleman
- Musique : Bruno Coulais
- Production : Les Films des Tournelles
- Distribution : Ad Vitam Distribution
- Pays d'origine :  France
- Genre :  thriller
- Durée : 114 minutes
- Date de sortie : France, Suisse - 13 octobre 2021

## Distribution
- François Cluzet : Jacques Fonzic
- Bérénice Bejo : Hélène Sandberg
- Jérémie Renier : Simon Sandberg
- Victoria Eber : Justine
- Jonathan Zaccaï : David Sandberg
- Denise Chalem : Nelly Sandberg
- Patrick Descamps : Gérard
- François-Éric Gendron : Maître Massard
- Laëtitia Eïdo : Maître Vasquez
- Martine Chevallier : Maître Rivière
- Patrick d'Assumçao : M. Leroux
- Éric Génovèse : M. Martini
- Sharif Andoura : Luka Steiner

## Production
Le personnage de Fonzic est inspiré de Robert Faurisson. Le film évoque des faits réels : la profanation du cimetière juif de Westhoffen et les actions de déstabilisation de l'association néo-nazie, l'Aquila,,.